# Cameraria macrocarpella
Cameraria macrocarpella là một loài bướm đêm thuộc họ Gracillariidae. Nó được tìm thấy ở Québec và Hoa Kỳ (bao gồm New Jersey, Texas, Maine, Maryland, New York, Illinois và Vermont).
Sải cánh dài 8.5–9 mm.
Ấu trùng ăn Castanea species và Quercus macrocarpa. Chúng ăn lá nơi chúng làm tổ.Tổ có dạng đốm nằm ở mặt trên của lá.